# Usine Saurer de Suresnes
L'usine Saurer de Suresnes (parfois appelée Saurer-Suresnes) est une ancienne usine de construction automobile de l'entreprise suisse Saurer, située à Suresnes, en banlieue de Paris. Fondée en 1910, elle produit des véhicules jusque dans les années 1950.

## Histoire
En 1908, les camions de la firme d'Adolph Saurer (de), fabriqués en Suisse, se classent premiers du concours de poids-lourds du ministère du Commerce et du ministère des Travaux publics français, dans les catégories camions de 2 à 3 t, camions de plus de 3 t et omnibus de 15 à 20 places. Toutefois, ces modèles sont exclus des primes du ministère de la Guerre, qui demande des véhicules produits en France par un constructeur français.
Adolph Saurer implante donc sa branche française à Suresnes. D'abord un simple atelier, elle devient une véritable en 1910 après le rachat de l'usine de moteurs à vapeur Darracq-Serpollet (à l'angle de la rue de Neuilly et de la rue Benoît-Malon).
Peu à peu, les modèles produits en France se distinguent de plus en plus de ceux produits en Suisse. De 1910 à 1926, l'usine de Suresnes livre plus de 10 000 véhicules.
Rachetée en 1956 par Simca, l'usine est démolie en 2010.